# Bill Roberts (friidrottare)
William "Bill" Roberts, född 5 april 1912 i Salford i Greater Manchester, död 5 december 2001 i Timperley i Greater Manchester, var en brittisk friidrottare.
Roberts blev olympisk mästare på 4 x 400 meter vid olympiska sommarspelen 1936 i Berlin.